# Světový pohár
Světový pohár je běžný název pro významné celosvětové sportovní soutěže. V naprosté většině je určen pro družstva nebo sportovce, kteří v něm reprezentují své země.

## Název Světový pohár
Nejobvyklejší oficiální název pro světový pohár (anglicky World Cup) se ale v některých případech do češtiny jako světový pohár nepřekládá. Nejznámějšími příklady jsou mistrovství světa ve fotbale (oficiálně FIFA World Cup) nebo mistrovství světa v ragby (oficiálně IRB Rugby World Cup). V některých anglicky mluvících zemích je přitom právě fotbalové MS považované za „ten pravý“ Světový pohár.[zdroj⁠?!]

## Formát světového poháru
Světový pohár má nejčastěji dvojí podobu – dlouhodobé soutěže, na jejímž konci obvykle stojí finálový závod, nebo jednorázové soutěže, která se koná pravidelně, nezřídka jednou za více let. Dlouhodobý systém je častější u individuálních sportů.

## Světové poháry

### Světové poháry dlouhodobé

#### Roční světové poháry
- biatlon
- boby
- box
- cyklistika
  - cyklokros
  - dráhová cyklistika
- golf
- házená ženy
- chůze
- judo
- jachting
- jezdectví
- kanoistika
  - rychlostní kanoistika
  - vodní slalom
- ledolezení
- lukostřelba
- lyžování
  - akrobatické lyžování
  - alpské lyžování
  - běh na lyžích
  - severská kombinace
  - skoky na lyžích
- moderní pětiboj
- orientační běh
- plavání
  - plavání v krátkém bazénu
  - dálkové plavání
- rychlobruslení
- saně
- skialpinismus
- skiboby
- snowboarding
- sportovní gymnastika
- sportovní lezení
- sportovní střelba
- šerm
- tenis (mistrovství světa družstev)
- triatlon
- veslování
- volejbal

Některé, zpravidla v zimních sportech, začínají na podzim a končí na jaře, v análech tedy bývají uváděny zdánlivě jako dvouleté.

#### Víceleté světové poháry
- gymnastika
  - moderní gymnastika (dvouletý)

### Světové poháry periodické
- atletika (za čtyři roky)
- lední hokej (nepravidelně)
- šachy (za dva roky)

### Junioři
- rychlobruslení